# 下塩谷村
下塩谷村（しもしおだにむら）は、かつて新潟県古志郡にあった村。

## 沿革
- 1901年（明治34年）11月1日 - 古志郡五日町村、川谷村、吉樫村が合併し、下塩谷村を新設。
- 1954年（昭和29年）6月1日 - 古志郡栃尾町へ編入され消滅。栃尾町は即日市制施行して栃尾市となる。
- 2006年（平成18年）1月1日 - 栃尾市が与板町, 和島村, 寺泊町と共に長岡市へ編入される。